# Feierliches Gelöbnis
Beim feierlichen Gelöbnis der Bundeswehr bekennen sich Soldaten, die freiwilligen Wehrdienst oder Wehrdienst nach Maßgabe des Wehrpflichtgesetzes leisten, zu ihren Pflichten durch die Worte:
„Ich gelobe, der Bundesrepublik Deutschland treu zu dienen und das Recht und die Freiheit des deutschen Volkes tapfer zu verteidigen.“
Die berufsmäßig Wehrdienst leistenden Soldaten auf Zeit und Berufssoldaten, geloben nicht, sondern haben einen Diensteid zu leisten. Dieser entspricht der Gelöbnisformel, wobei das Wort „gelobe“ durch „schwöre“ ersetzt wird und nach Wahl des Soldaten „sowahr mir Gott helfe“ angefügt werden kann. Vereidigung und Gelöbnis von Soldaten der Bundeswehr  sind meist feierliche Zeremonien am Anfang der Dienstzeit.

## Grundlagen
Das Gelöbnis wird durch § 9 Abs. 2 Soldatengesetz geregelt. Weigert sich ein Soldat, das Gelöbnis abzulegen, so ist er für den Rest der Dienstzeit grundsätzlich von Beförderungen und sonstigen förderlichen Maßnahmen ausgeschlossen, weitere Nachteile entstehen ihm nicht. Der Vorgang ist vergleichbar mit der Vereidigung der Zeit- und Berufssoldaten.

## Öffentliches Gelöbnis

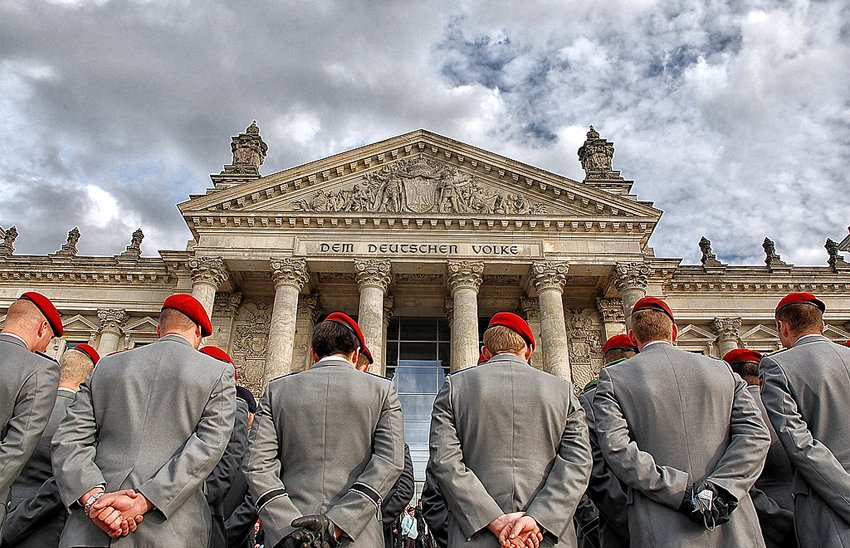
Soldaten vor dem Reichstag in Berlin bei dem öffentlichen Gelöbnis

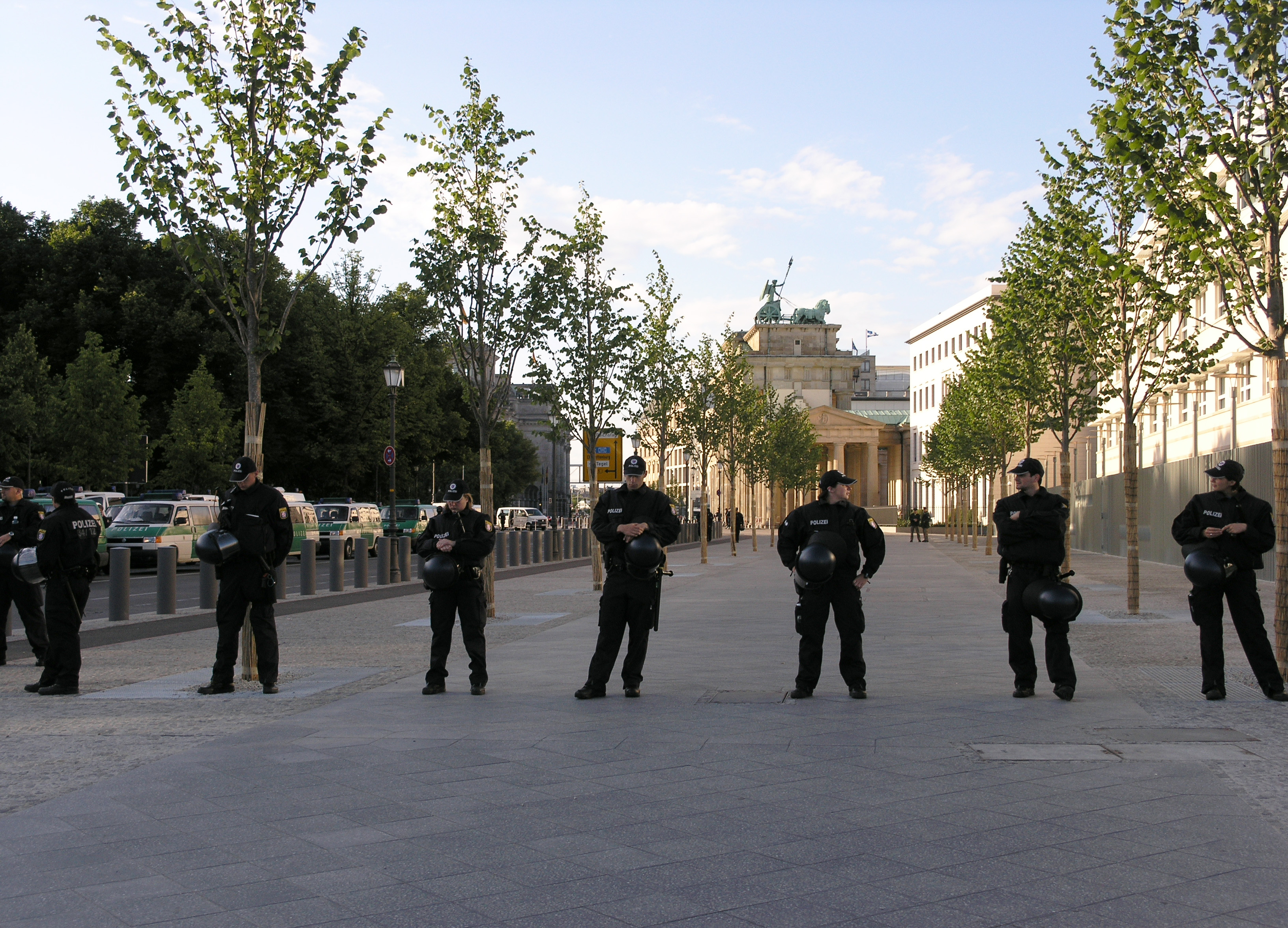
Polizisten sperren das Gelände um das öffentliche Gelöbnis im Jahr 2008 in Berlin ab

### Öffentliche Gelöbnisse in Deutschland
Die Gelöbnisse fanden während der 1980er Jahre fast ausschließlich in den Kasernen statt, wo nur geladene Gäste und die Verwandten der Rekruten teilnehmen durften. 1980 wurde zum ersten Mal nach Kriegsende ein öffentliches Gelöbnis außerhalb des Kasernenbereiches durchgeführt. Bei der Gelöbnisfeier in Bremen 1980 am Weserstadion wurden 260 Personen verletzt und viele Dienstfahrzeuge gingen in Flammen auf. Die Sachschäden wurden mit einer Mio. DM beziffert. Die Ausschreitungen richteten sich gegen die Bundeswehr und Streitkräfte im Allgemeinen. Zudem wurde von den Demonstranten eine Militarisierung des öffentlichen Raumes unterstellt.
Seit 1996 führt das Bundesministerium der Verteidigung auch in Berlin öffentliche Gelöbnisse durch. Mit dem Ziel, die Bürgernähe der Bundeswehr darzustellen, rief der damalige Verteidigungsminister Volker Rühe 1998 eine „Offensive öffentlicher Gelöbnisse“ aus, die die Rekruten bei ihrem Gelöbnis bewusst in die Öffentlichkeit stellen sollte. 1998 wurden nach Angaben von linken Bundeswehrkritikern und Friedensbewegungen daraufhin 100 und 1999 150 öffentliche Gelöbnisse durchgeführt. Nach Angaben der Bundesregierung für die Jahre 2008 und 2009 bleibt die Anzahl der Gelöbnisse in der Öffentlichkeit weitgehend konstant bei knapp unter 150, vielfach öffentlich auf Sport- oder Marktplätzen von Patengemeinden einer beteiligten Kompanie.

### Öffentliches Gelöbnis zum Jahrestag des Attentats vom 20. Juli 1944 in Berlin
Am Jahrestag des Attentats vom 20. Juli 1944 finden seit 1999 in Berlin öffentliche Gelöbnisse an historischer Stätte statt, entweder am Berliner Bendlerblock oder am Reichstagsgebäude. Mit der Anknüpfung an den Jahrestag des Attentats unterstreicht die Bundeswehr den Widerstand gegen den Nationalsozialismus als eine ihrer Haupttraditionslinien. Die Gelöbnisse sind öffentlich, es dürfen allerdings nur vorher angemeldete Angehörige und geladene Gäste teilnehmen. In den meisten Jahren wurde das Gelöbnis live im Fernsehen übertragen.

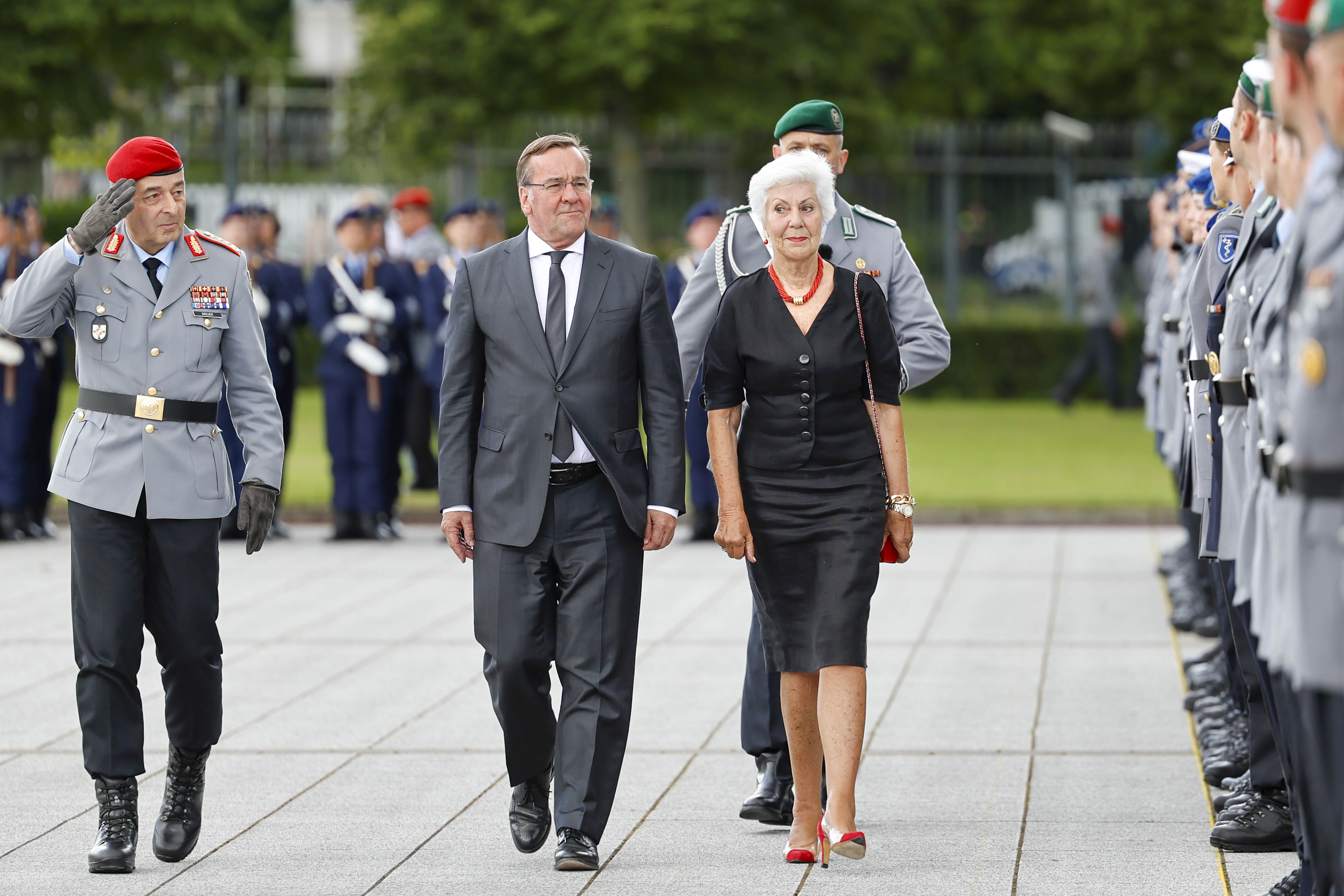
Abschreiten der Front zum Gelöbnis 2023 in Berlin mit Generalinspekteur Carsten Breuer, Verteidigungsminister Boris Pistorius und dem Ehrengast Konstanze von Schulthess.

Bei den öffentlichen Gelöbnissen anlässlich des 20. Juli bemüht sich die Bundeswehr jedes Jahr einen anderen prominenten Repräsentanten des öffentlichen Lebens Deutschlands oder eines befreundeten Landes als Hauptredner und Ehrengast zu gewinnen. So sprachen bisher u. a. Bundeskanzler Gerhard Schröder (1999), Präsident des Zentralrats der Juden in Deutschland Paul Spiegel (2001), der polnische Staatspräsident Aleksander Kwaśniewski (2002), Ministerpräsident der Niederlande Jan Peter Balkenende (2004), der Ministerpräsident Norwegens Kjell Magne Bondevik (2005), die Altbundeskanzler Helmut Kohl (2007) und Helmut Schmidt (2008), Widerstandskämpfer Ewald-Heinrich von Kleist (2010), Bundespräsident Christian Wulff (2011), Bundespräsident Joachim Gauck (2013), Sohn des Widerständlers Claus Schenk Graf von Stauffenberg Berthold Maria Schenk Graf von Stauffenberg (2014), Widerstandnachfahre und ehemaliger Erster Bürgermeister der Hansestadt Hamburg Klaus von Dohnanyi (2015), Bischof Wolfgang Huber (2016), Historiker Michael Wolffsohn (2017). Bundespräsident Frank-Walter Steinmeier (2018), Bundeskanzlerin Angela Merkel (2019), Präsident des Zentralrats der Juden in Deutschland Josef Schuster (2021), Bundestagspräsidentin Bärbel Bas (2022), Tochter des Widerständlers Claus Schenk Graf von Stauffenberg Konstanze von Schulthess (2023), Bundeskanzler Olaf Scholz (2024) sowie der Präsident des Bundesverfassungsgerichts Stephan Harbarth (2025).
Auf Grund der COVID-19-Pandemie fand das Gelöbnis 2020 mit 15 Rekruten ohne Angehörige oder Ehrengast im Stauffenbergsaal im Ministerium statt.

## Proteste und Störungen
Unter dem Schlagwort Gelöbnix fanden bis 2010 Proteste von Gruppen aus der Friedensbewegung und linksgerichteten Gruppen gegen öffentliche Gelöbnisse in Berlin statt.
Die Durchführung der angemeldeten Demonstrationen gegen das Gelöbnis in Berlin wurde 2009 durch das Berliner Verwaltungsgericht auf den Potsdamer Platz (außerhalb der Hörweite des Gelöbnisses) beschränkt. Unter den Protestierenden des Jahres 2009 war die frühere RAF-Terroristin Inge Viett; sie wurde später wegen dort geleisteten Widerstands gegen Vollstreckungsbeamte zu einer Geldstrafe verurteilt.